# Colinele Ceho-Morave

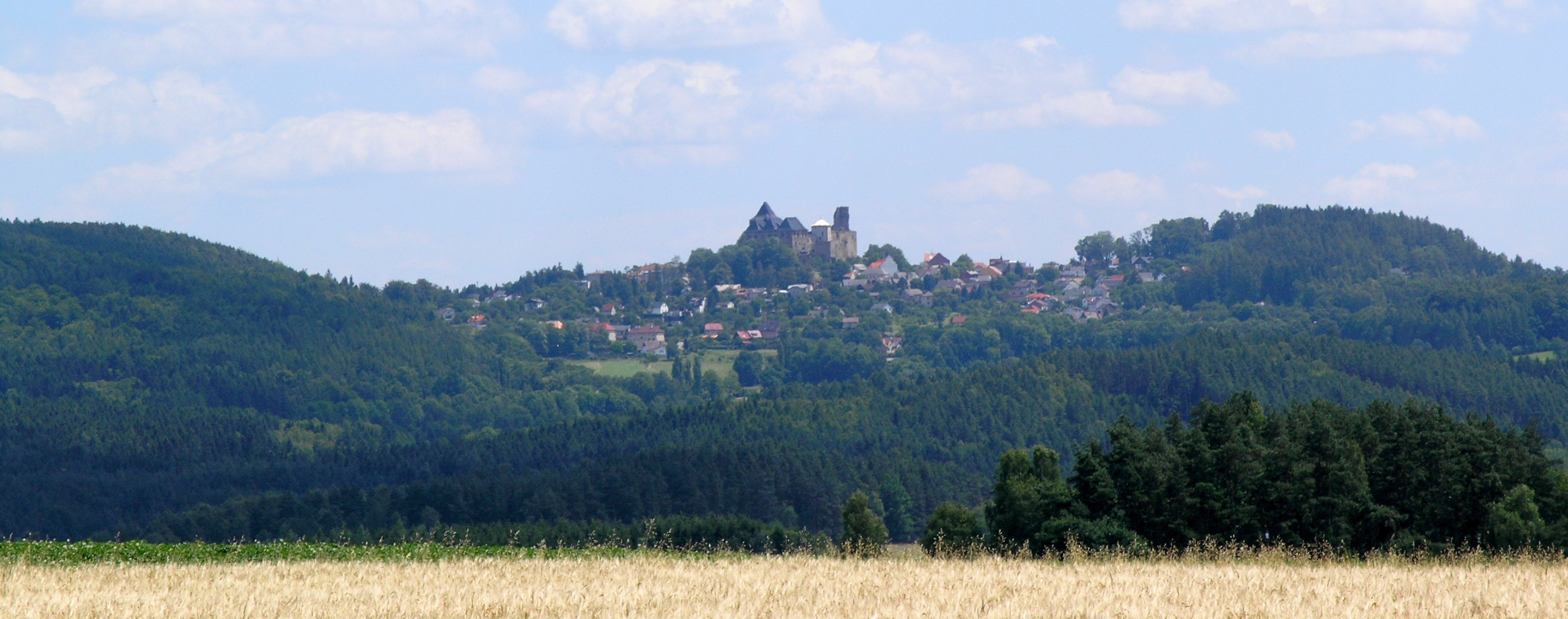
Colinele Ceho-Morave

Colinele Boemo-Morave (în cehă Českomoravská vrchovina, în germană Böhmisch-Mährische Höhe) reprezintă o unitate de relief localizată în partea de sud a Cehiei și nord a Austriei, având cea mai mare extensie pe teritoriul primeia, unde se întind pe o lungime de 150 km, în zona de trecere dintre regiunile Moravia și Boemia, de unde provine și numele acestora. Au luat naștere în timpul mișcărilor hercinice și sunt alcătuiți din granite și șisturi cristaline.  Se întind pe o suprafață de 11.750 km2. Colinele Ceho-Morave,au altitudini medii de 500–600 m, cu unele piscuri ce depășesc 700 – 800 m , altitudinea lor maximă (837 m) se găsește în vârful Javořice. Depresiunile înconjurătoare având o populație relativ deasă. Pe pantele domoale ale colinelor se află case de vacanță, inchiriate frecvent turiștilor. Regiunea care este presărată cu cetăți, este un punct de atracție pentru iubitorii de drumeție.